# سیارک ۱۰۵۴۶
سیارک ۱۰۵۴۶ (به انگلیسی: 10546 Nakanomakoto، نامگذاری:1992FS1) ده هزار و پانصد و چهل و ششمین سیارک کشف شده‌است که در ۲۸ مارس ۱۹۹۲ کشف شد.
قدر مطلق سیارک برابر ۲۴٫۵ است.